# Lowkick

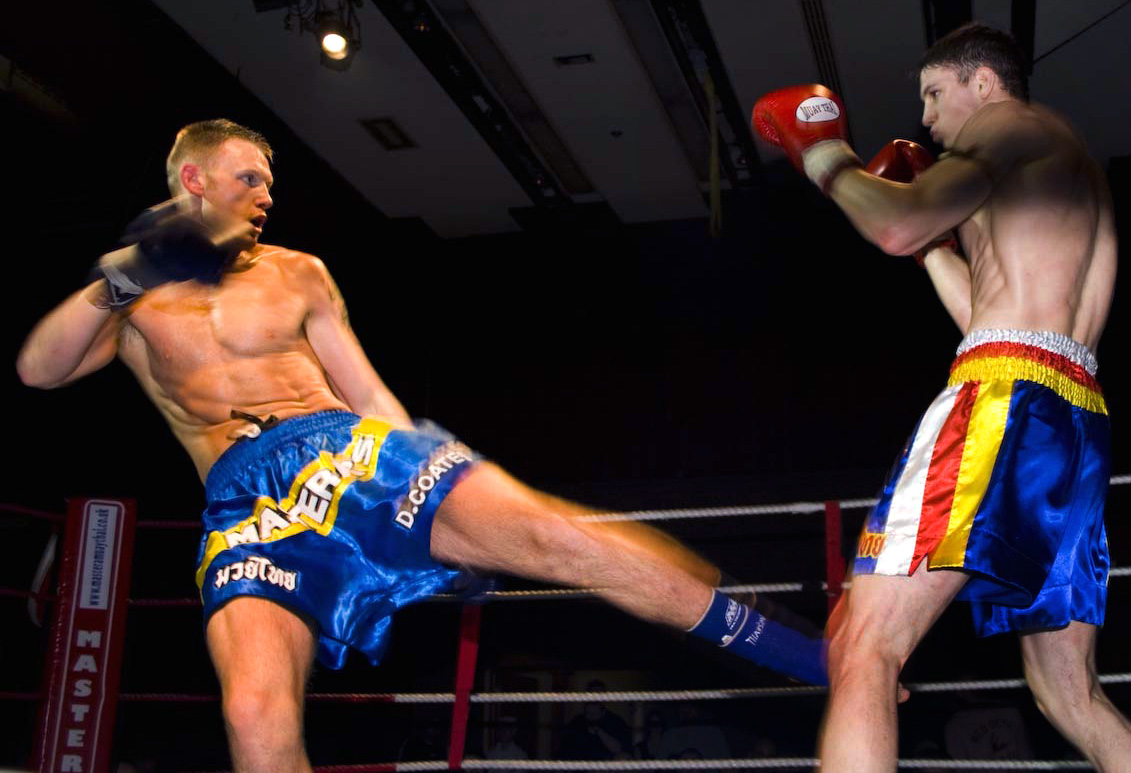
Lowkick

Der Lowkick oder Low kick ist eine Beintechnik im Karate, Kickboxen und  Muay Thai. Der Anwender attackiert den Oberschenkel oder die Wade des Gegners mit seinem Fuß oder Schienbein, um den Gegner zu schwächen, aus dem Gleichgewicht oder zu Fall zu bringen.

## Wirkung
Ein oder mehrere Lowkicks gegen das Bein eines Kämpfers, besonders mit dem Schienbein getreten, können seine Bewegungsfähigkeit so stark einschränken, dass er sich nicht mehr effektiv verteidigen kann. Die Folge ist entweder die Aufgabe des Kämpfers oder der Abbruch des Kampfes durch den Kampfrichter.

## Anwendungsmöglichkeiten

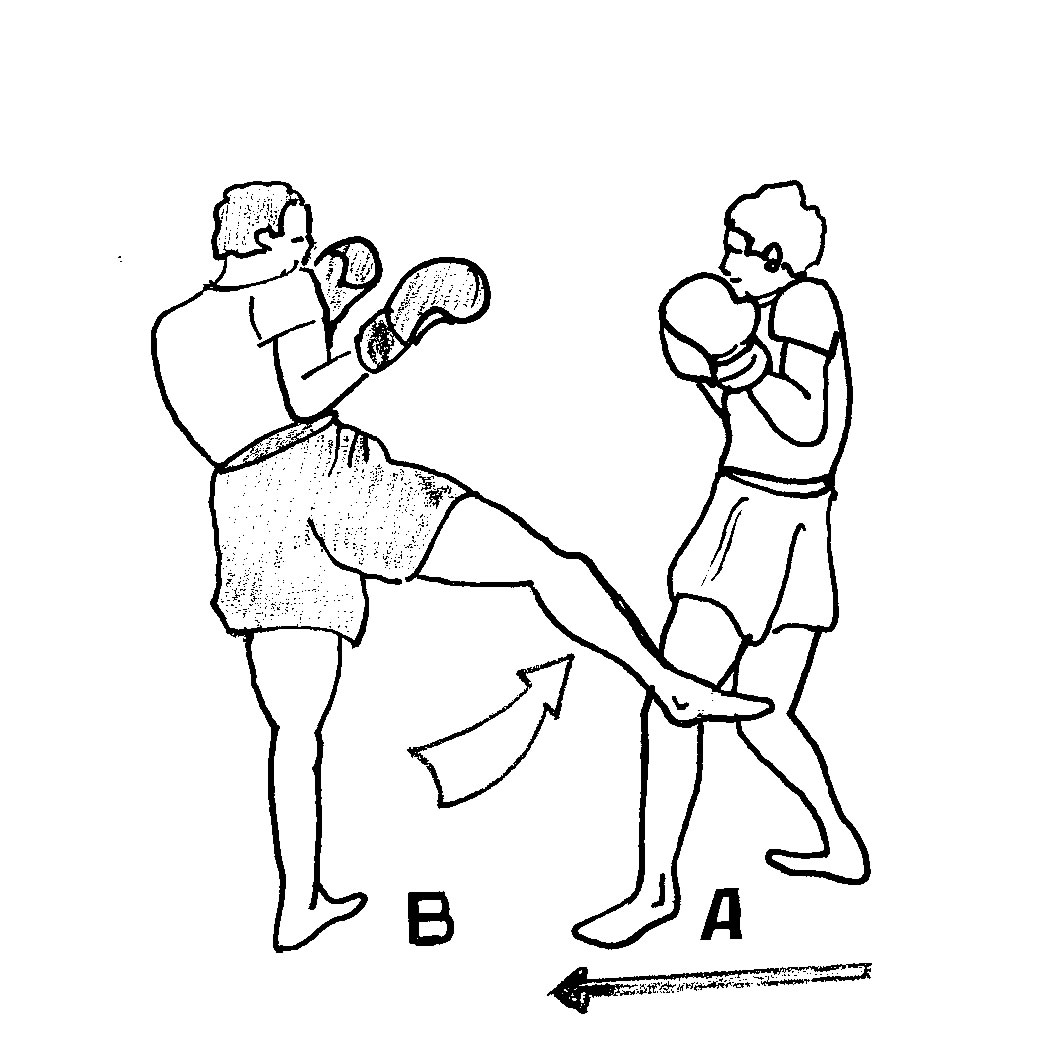
Angriff mit einem äußeren Lowkick
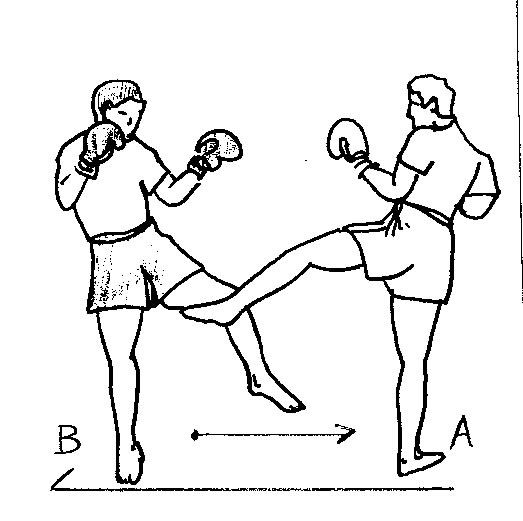
Angriff mit einem inneren Lowkick
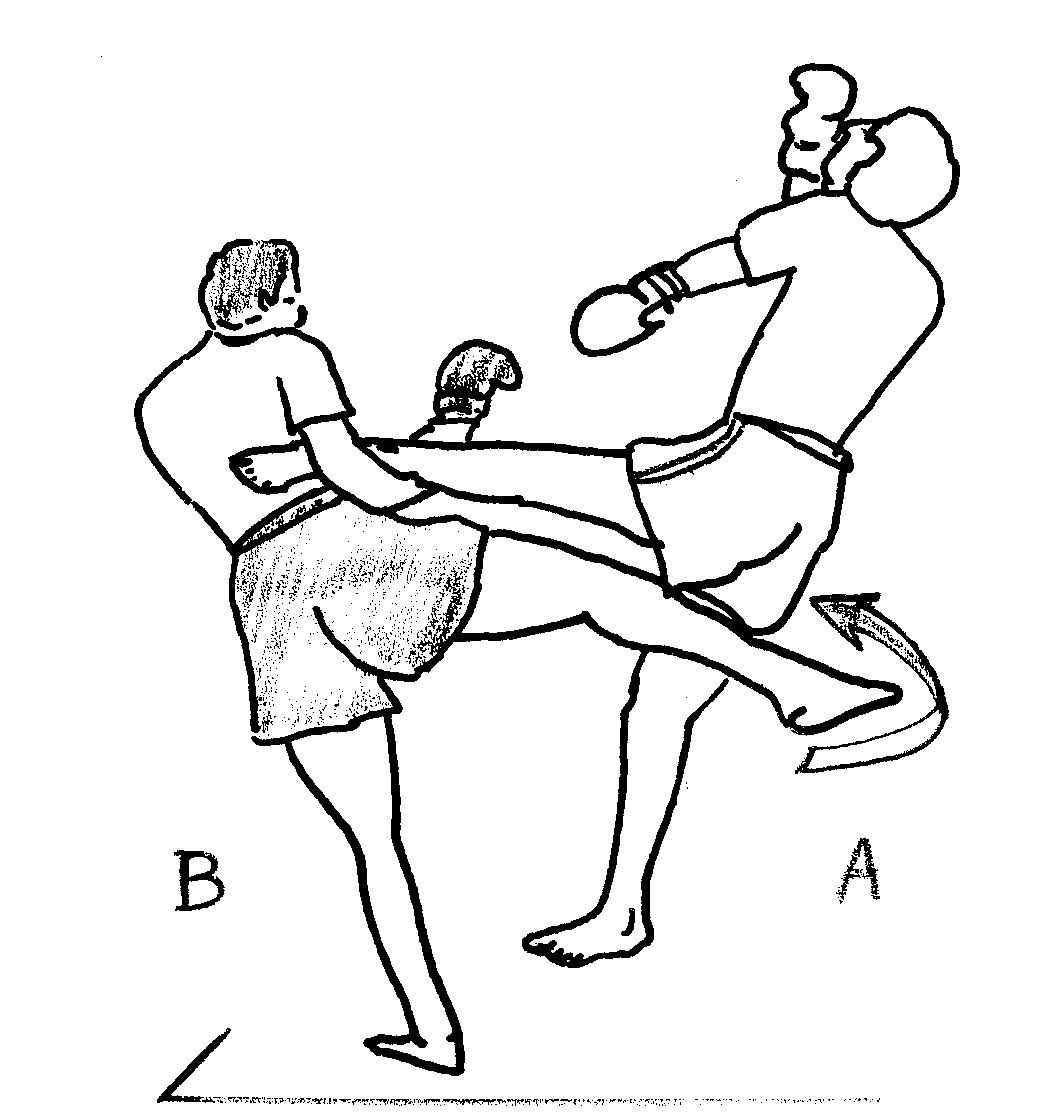
Fangen des gegnerischen Kicks und Lowkick als Kontertechnik (Beinfeger) gegen das gegnerische Standbein.